# ریوتا اینوه
ریوتا اینوه (انگلیسی: Ryota Inoue؛ زادهٔ ۲۶ آوریل ۱۹۹۰) بازیکن فوتبال اهل ژاپن است.